# Desi Reijers
Dirkje Johanna "Desi" Reijers, née le 4 juin 1964 à Doetinchem, est une nageuse néerlandaise.

## Biographie
Desi Reijers participe aux Jeux olympiques d'été de 1984 à Los Angeles ; elle est médaillée d'argent sur 4 × 100 mètres nage libre avec Conny van Bentum, Annemarie Verstappen et Elles Voskes.